# ダーメ＝シュプレーヴァルト郡
ダーメ＝シュプレーヴァルト郡 (ドイツ語: Landkreis Dahme-Spreewald, 低地ソルブ語: Wokrejs Damna-Błota) はドイツ、ブランデンブルク州南東部に位置する郡である。

## 地理
ダーメ＝シュプレーヴァルト郡には以下が含まれる。
- ダーメ＝ハイデゼーエン自然公園（ドイツ語版）を含むダーメ川（ドイツ語版）湖沼地帯
- ニーダーラウジッツ尾根自然公園（ドイツ語版）を含むニーダーラウジッツ（ドイツ語版）
- シュプレーヴァルト生物圏保護区（ドイツ語版）を含むシュプレーヴァルト

自治体シュタインライヒは、当郡でフレーミングの一部にかかっている。
隣接する郡には、東部ではオーダー＝シュプレー郡、南部ではシュプレー＝ナイセ郡、オーバーシュプレーヴァルト＝ラウジッツ郡、エルベ＝エルスター郡、西部ではテルトウ＝フレーミング郡がある。北部では、連邦首都ベルリンと接している。郡改革の一環として、境界線はベルリンを中心とした扇状区画の原理に沿って設定されている。本郡の面積の42.2％は森林で、35.6％が農業に利用されている。

## 歴史
ダーメ＝シュプレーヴァルト郡は、1993年ブランデンブルク州郡改革の一環として同年12月6日に編成された。領域は旧ケーニヒス・ヴスターハウゼン郡、ルッカウ郡、リュッベン郡、また都市では、リーベローゼ、メルキッシュ・ブーフホルツ、ゴルセン、町村では、ブラースドルフ、ドーバーブルク、ヤムリッツ、レースコウ、プラットコウ、シュパイヒロウ、テルツ、トレーブリッツ、ウラースドルフ、ヴェルンスドルフから成っている。
2008年9月23日には、連邦政府から多様性の場という称号を授与された。

## 政治

### 郡長
- 1993年–1997年：ハルトムート・リンケ (Hartmut Linke, SPD)
- 1997年–2008年：マルティン・ヴィレ (Martin Wille, SPD)
- 2008年3月1日-：シュテファン・ローゲ (Stephan Loge, SPD)

### 郡議会
郡議会は全56議席で、2014年9月14日選挙の結果は以下の通り。
| 政党/グループ   | 議席 |
| --------------- | ---- |
| SPD             | 15   |
| CDU             | 12   |
| DIE LINKE.      | 10   |
| AfD             | 4    |
| GRÜNE/B90       | 3    |
| Freie WG Bauern | 3    |
| UBL             | 3    |
| FDP             | 3    |
| NPD             | 2    |
| Wir für KW      | 1    |

郡議会議員の会派は以下の通り。SPD/GRÜNE（18議員）、CDU/Bauern（15議員）、DIE LINKE（10議員）、AfD（4議員)、UBL/Wir für KW（4議員）である。FDPの3議員とNPDの2議員は会派を形成していない。
2014年11月、SPDはCDUとのそれまでの連立を解消した。SPD/GRÜNEを超えた新連立は形成されなかった。その代わりにSPDは、その度毎の対数派と協力するとしている。

### 紋章
紋章は1995年11月16日に承認を受けた。
紋章記述：「銀地に、金色の王冠が付き内側へ曲がりこんだ青の先端、向き合った形で、前側には金色の角で、部分的に描かれた赤い雄牛の胴体、後ろ側は金色の嘴で、部分的に描かれた赤い鷲の胴体」
郡内のアムト、都市、町村の紋章についてはダーメ＝シュプレーヴァルト郡の紋章を参照のこと。

## 人口動態
以下の表は、ダーメ＝シュプレーヴァルト郡の人口動態を示している（1990年は10月3日付、1991年からは12月31日付け）。数値は統計時の郡域によるものである（当郡成立以前の1990年から1992年の数値は、1993年12月6日領域に合わせた数値）。
| 年   | 人口    |
| ---- | ------- |
| 1990 | 142,899 |
| 1991 | 140,836 |
| 1992 | 141,714 |
| 1993 | 141,701 |
| 1994 | 142,819 |
| 1995 | 144,990 |
| 1996 | 147,871 |
| 1997 | 150,995 |
| 1998 | 154,894 |
| 1999 | 157,341 |

| 年   | 人口    |
| ---- | ------- |
| 2000 | 158,994 |
| 2001 | 159,568 |
| 2002 | 159,923 |
| 2003 | 160,173 |
| 2004 | 161,179 |
| 2005 | 161,937 |
| 2006 | 161,756 |
| 2007 | 161,699 |
| 2008 | 161,482 |
| 2009 | 161,708 |

| 年   | 人口    |
| ---- | ------- |
| 2010 | 161,805 |
| 2011 | 160,108 |
| 2012 | 160,314 |
| 2013 | 160,793 |

- 現在の郡域の人口動態と予測
- 1875年からの人口動態（領域は今日のもの）
- 人口動態予測
- 年齢構成予測

出典：ベルリン＝ブランデンブルク統計局、ブランデンブルク州建設交通局、ベルテルスマン財団による詳細なデータはWikimedia CommonsのPopulation Projection Brandenburg にある。

## 市町村
2003年地方自治体改編の後、郡には8都市を含む37町村がある。2008年の公式決定により3町村が正式に2言語表記となっている（ドイツ語、低地ソルブ語）。
*カッコ内斜体は公式の低地ソルブ語名称である。
カッコ内は2023年12月31日における人口である。
| 都市 ¹アムト所属市 1. ゴルセン¹（2,489人） 2. ケーニヒス・ヴスターハウゼン（39,096人） 3. リーベローゼ¹（1,338人） 4. リュッベン (シュプレーヴァルト)（13,967人） 5. ルッカウ（9,585人） 6. メルキッシュ・ブーフホルツ¹（885人） 7. ミッテンヴァルデ（10,084人） 8. トイピッツ¹（1,895人） 9. ヴィルダウ（10,994人） アムト非所属自治体 1. ベステンゼー（9,209人） 2. アイヒヴァルデ（6,490人） 3. ハイデブリック（3,508人） 4. ハイデゼー（7,440人） 5. メルキッシェ・ハイデ（3,897人） 6. シェーネフェルト（19,529人） 7. シュルツェンドルフ（9,665人） 8. ツォイテン（11,578人） |

アムト及び所属自治体

（アムト庁舎所在地*）
| 1. アムト・リーベローゼ/オーバーシュプレーヴァルト (Amt Luboraz/Górne Błota) （7,001人） 1. アルト・ツァウヘ＝ヴスヴェルク（470人） 2. ビューレグーレ＝ビューレン (Běła Góra-Bělin) （767人） 3. ヤムリッツ（513人） 4. リーベローゼ、都市（1,338人） 5. ノイ・ツァウヘ (Nowa Niwa) （1,065人） 6. シュヴィーロッホゼー（1,482人） 7. シュプレーヴァルトハイデ（439人） 8. シュトラウピッツ (Tšupc) * （927人） 2. アムト・シェンケンレントヒェン（9,200人） 1. グロース・ケーリス（2,489人） 2. ハルベ（2,507人） 3. メルキッシュ・ブーフホルツ、都市（885人） 4. ミュンヒェホーフェ（495人） 5. シュヴェリーン（929人） 6. トイピッツ、都市*（1,895人） | 3. アムト・ウンターシュプレーヴァルト（8,999人） 1. ベルステラント（877人） 2. ドラーンスドルフ（666人） 3. ゴルセン、都市*（2,489人） 4. カーゼル＝ゴルツィヒ（664人） 5. クラウスニック＝グロース・ヴァッサーブルク（640人） 6. リーツノイエンドルフ＝シュターコウ（613人） 7. シュレプツィヒ（597人） 8. シェーンヴァルト（1,234人） 9. シュタインライヒ（454人） 10. ウンターシュプレーヴァルト（765人） |

2013年1月1日にはアムト・ゴルセナー・ラントと旧アムト・ウンターシュプレーヴァルトが合併し、現在のアムト・ウンターシュプレーヴァルトが編成された。

## 経済
経済構造では、北部と南部に大別される。北部は特にベルリン＝シェーネフェルト空港と工業によって特徴づけられる一方、南部では農業と観光が経済構造となっている。「シェーネフェルダー・クロイツ (Schönefelder Kreuz, シェーネフェルト十字)」地域は、すなわち自治体シェーネフェルト、ケーニヒス・ヴスターハウゼン、ヴィルダウの領域は、ブランデンブルク州内に15あり、特別な助成を受ける地域成長拠点の一つである。
2007年には郡内には、従業員20人以上の企業が153社ある。その大部分は「食品、タバコ」「ガラス、セラミック、石、土」「事務機器、通信工学」「機械製造」「金属生産、加工、組み立て」に従事している。郡内には従業員200以上の企業の拠点が4か所ある。
- シェーネフェルト（ドイツ語版）（従業員803人）
- ヴィルダウ（ドイツ語版）（従業員550人）
- クラウスニック＝グロース・ヴァッサーブルク（ドイツ語版）（従業員500人）
- ミッテンヴァルデ（ドイツ語版）（従業員220人）

郡内にはブランデンブルク州重点業種拠点が5か所設けられている。そこでは特定の業種領域が集中している。
| 重点業種拠点                    | 市町村                                                                                         | 重点業種                              |
| ------------------------------- | ---------------------------------------------------------------------------------------------- | ------------------------------------- |
| シェーネフェルトと周辺          | シェーネフェルト、アイヒヴァルデ、シュルツェンドルフ、ツォイテン、ブランケンフェルデ＝マーロウ | 自動車                                |
| シェーネフェルトと周辺          | シェーネフェルト、アイヒヴァルデ、シュルツェンドルフ、ツォイテン、ブランケンフェルデ＝マーロウ | バイオテクノロジー/ライフ・サイエンス |
| シェーネフェルトと周辺          | シェーネフェルト、アイヒヴァルデ、シュルツェンドルフ、ツォイテン、ブランケンフェルデ＝マーロウ | ロジスティクス                        |
| シェーネフェルトと周辺          | シェーネフェルト、アイヒヴァルデ、シュルツェンドルフ、ツォイテン、ブランケンフェルデ＝マーロウ | 航空工学                              |
| シェーネフェルトと周辺          | シェーネフェルト、アイヒヴァルデ、シュルツェンドルフ、ツォイテン、ブランケンフェルデ＝マーロウ | メディア/通信工学                     |
| シェーネフェルトと周辺          | シェーネフェルト、アイヒヴァルデ、シュルツェンドルフ、ツォイテン、ブランケンフェルデ＝マーロウ | 金属                                  |
| ヴィルダウ                      |                                                                                                |                                       |
| ヴィルダウ                      | 自動車                                                                                         |                                       |
| ヴィルダウ                      | バイオテクノロジー/ライフ・サイエンス                                                          |                                       |
| ヴィルダウ                      | ロジスティクス                                                                                 |                                       |
| ヴィルダウ                      | 航空工学                                                                                       |                                       |
| ヴィルダウ                      | メディア/通信工学                                                                              |                                       |
| ヴィルダウ                      | 金属                                                                                           |                                       |
| ヴィルダウ                      | ケーニヒス・ヴスターハウゼン                                                                   |                                       |
| ケーニヒス・ヴスターハウゼン    | 自動車                                                                                         |                                       |
| ケーニヒス・ヴスターハウゼン    | バイオテクノロジー/ライフ・サイエンス                                                          |                                       |
| ケーニヒス・ヴスターハウゼン    | ロジスティクス                                                                                 |                                       |
| ケーニヒス・ヴスターハウゼン    | 航空工学                                                                                       |                                       |
| ケーニヒス・ヴスターハウゼン    | メディア/通信工学                                                                              |                                       |
| ケーニヒス・ヴスターハウゼン    | 金属                                                                                           |                                       |
| ケーニヒス・ヴスターハウゼン    | ミッテンヴァルデ                                                                               |                                       |
| ミッテンヴァルデ                | 自動車                                                                                         |                                       |
| ミッテンヴァルデ                | ロジスティクス                                                                                 |                                       |
| ミッテンヴァルデ                | 航空工学                                                                                       |                                       |
| ミッテンヴァルデ                | 鉄道                                                                                           |                                       |
| ミッテンヴァルデ                | 金属                                                                                           |                                       |
| ゴルセン                        | ゴルセン                                                                                       | 食品工業                              |
| リュッベン (シュプレーヴァルト) | リュッベン (シュプレーヴァルト)                                                                | 食品工業                              |

郡内の2006年の国内総生産（GDP）の平均は、人口1人あたり2万6,249ユーロであったが、これはブランデンブルク州全体の平均1万9,935ユーロ/人とベルリンの平均2万3,671ユーロ/人を大幅に上回り、州内では郡独立市ポツダム29,581ユーロ/人)、フランクフルト (オーダー) （29,444ユーロ/人）、コトブス（28,323ユーロ/人）に次ぐ第4位であった。
新市場経済イニシアティブ (Initiative Neue Marktwirtschaft, INM) によれば、東部ドイツの全郡、全郡独立市中で第11位、ドイツ全国では全407位中第151位であった。2006 年のGDPの絶対値は約42億4,600万ユーロであり、ブランデンブルク州全体のGNPの8.46%に当たる。就業人口の生産性を見ると、6万5,504ユーロ/人は東部ドイツで最高値であった。これはドイツ全体の平均値5万9,378ユーロを大幅に上回る。INMの数値によれば、郡内の就業人 口の生産性は、ドイツ全国では第46位であった。GDPの1996年から2006年の成長率では、本郡は72.3%であり、テルトウ＝フレーミング郡（59.2%）と多く差をつけて第1位であった。同時期のドイツ全国の平均値は23.7％であったINMによる調査によれば、郡内での世界的経済不況の影響は「非常に弱い」と判定された。

## 交通
- 連邦道路：B 87（ドイツ語版）、B96（ドイツ語版）、B102（ドイツ語版）、B115（ドイツ語版）、B179（ドイツ語版）、B246（ドイツ語版）、B320（ドイツ語版）
- 連邦自動車道路：A 10、A 13、A 12
- 空港：ベルリン＝シェーネフェルト空港
- 河川・運河：ケーニヒス・ヴスターハウゼン港（ドイツ語版）、ダーメ川（ドイツ語版）、シュプレー川、ノッテ運河（ドイツ語版）

| ダーメ＝シュプレーヴァルト郡内の自動車登録件数 | 2008   | 2009   | 2010   | 2011   | 2012   | 2013   | 2014   |
| ---------------------------------------------- | ------ | ------ | ------ | ------ | ------ | ------ | ------ |
| 乗用車登録数（1月1日付）[9]                    | 87 242 | 87 477 | 88 743 | 89 989 | 91 207 | 91 918 | 92 913 |
| 人口1,000人あたりの乗用車数（前年12月31日付）  | 540    | 542    | 549    | 556    | 570    | 573    | 578    |

## ナンバープレート
1994年1月1日以来、識別記号の「LDS」が割り当てられ、使用されている。2015年7月2日からはこれに加えて、「KW」（ケーニヒス・ヴスターハウゼン）、「LC」（ルッカウ）、「LN」（リュッベン）が利用可能となった。 
2000年頃までの旧郡時代には、特別なナンバーが与えられていた。
| 地域                             | アルファベット | 数字         |
| -------------------------------- | -------------- | ------------ |
| 旧ケーニヒス・ヴスターハウゼン郡 | A から K       | 1 から 999   |
| 旧ケーニヒス・ヴスターハウゼン郡 | P から S       | 1 から 999   |
| 旧ケーニヒス・ヴスターハウゼン郡 | X から Z       | 1 から 999   |
| 旧ケーニヒス・ヴスターハウゼン郡 | AA から KY     | 1 から 99    |
| 旧ケーニヒス・ヴスターハウゼン郡 | PA から SZ     | 1 から 99    |
| 旧ケーニヒス・ヴスターハウゼン郡 | XA から ZZ     | 1 から 99    |
| 旧ケーニヒス・ヴスターハウゼン郡 | AA から AZ     | 100 から 999 |
| 旧ルッカウ郡                     | L から N       | 1 から 999   |
| 旧ルッカウ郡                     | LA から NZ     | 1 から 99    |
| 旧リュッベン郡                   | T から V       | 1 から 999   |
| 旧リュッベン郡                   | TA から VZ     | 1 から 99    |

旧ルッカウ郡のナンバーはわずか数年だけで、その後は旧リュッベン郡で登録が行われた。